# Batalla de San Juan (1595)
La batalla de San Juan (1595) fue una batalla en noviembre de 1595 durante la Guerra anglo-española (1585-1604). La batalla terminó con la victoria de las fuerzas españolas que pudieron mantener el control de San Juan de Puerto Rico.

## Antecedentes
En 1585 estalló la guerra entre Inglaterra y España –conocida como Guerra anglo-española de 1585-1604– que no se libró solo en Europa, sino que se extendió a los territorios españoles e ingleses en América. Al no conseguir ocupar Lisboa, Drake se embarcó en una larga y desastrosa campaña contra la América española, en la que sufriría varias derrotas consecutivas.

## Combate
El 22 de noviembre de 1595, Francis Drake y John Hawkins intentaron invadir la isla con 27 naves y 2500 hombres, navegó hacia la bahía de San Juan con el propósito de saquear la ciudad. Incapaz de tomar la isla, Drake incendió San Juan, y en 1596 realizó otro ataque infructuoso sobre San Juan, en el que los artilleros españoles del castillo de El Morro alcanzaron el puente de su barco. Drake sobrevivió pero John Hawkins falleció. Poco después atacó de nuevo San Juan de Puerto Rico, volviendo a ser derrotado y siendo incapaz de vencer a las fuerzas atrincheradas en los fuertes.

## Consecuencias
Esta victoria, unida a una serie de derrotas inglesas, facilita la hegemonía española en Europa al firmar el tratado de Londres de 1604 durante varios años más.
En cuanto a Drake, a mediados de enero de 1596, a los 56 años, enfermó de disentería, que con mucha probabilidad adquirió en esta campaña militar, pues cuando se produjo el segundo ataque inglés a Puerto Rico (igualmente infructuoso) se produjo un brote de disentería que mató a 400 soldados ingleses, haciendo que Cumberland abandonara sus planes de hacer de San Juan una base inglesa permanente en las Antillas. El 28 de enero del mismo año, murió. 